# Curtonotum angustipennis
Curtonotum angustipennis är en tvåvingeart som först beskrevs av Meijere 1911.  Curtonotum angustipennis ingår i släktet Curtonotum och familjen Curtonotidae. Inga underarter finns listade i Catalogue of Life.